# تترودوتوکسین
تترودوتوکسین یا TTX (به انگلیسی: Tetrodotoxin) با فرمول شیمیایی کربن۱۱هیدروژن۱۷نیتروژن۳اکسیژن۸ یک ترکیب شیمیایی با شناسه پاب‌کم ۲۰۳۸۲ است؛ که جرم مولی آن ۳۱۹٫۲۶۸ می‌باشد.
تترودوتوکسین یک ترکیب فوق‌العاده سمی و کشنده تر از سیانور است. هنوز هیچ دارویی ضد سم برای این ترکیب وجود ندارد.
بدن ماهی بادکنکی حاوی مقدار زیادی از این سم است اما در ژاپن توسط ماهرترین آشپزها سم زدایی و طبخ می‌شود و با قیمت بالای ۱۲۰ دلار در اختیار مردم قرار می‌گیرد. سایر اجزای سمی این ماهی در ظروف قفل دار به محلی منتقل و سوزانده می‌شود.